# Ghindești
Ghindești, tidigare Leninsk eller Leninskij (ryska: Ленинский), är en ort i Moldavien. Den ligger i distriktet Florești, i den norra delen av landet, vid östra sidan av floden Răut. Ghindești ligger 148 meter över havet och antalet invånare är 2 000.
Terrängen runt Ghindești är platt åt sydväst, men åt nordost är den kuperad. Trakten runt Ghindești består till största delen av jordbruksmark.